# Soormattbach
Der Soormattbach (auch Sorrmattbach) ist ein gut fünf Kilometer langer Bach des Südschwarzwaldes im baden-württembergischen Landkreis Lörrach. Er entspringt im Walddistrikt Röttler Wald in einer Exklave der Gemeinde Wittlingen und mündet in Lörrach-Hauingen, gegenüber dem Gewann Steinsack von rechts und Süden in die Wiese.

## Name
Auf diversen Karten und in anderen Zusammenhängen finden sich die beiden Schreibweisen Sorrmattbach und Soormattbach.
Die Landesanstalt für Umwelt Baden-Württemberg (LUBW) führt den Bach in der amtlichen Gewässerkarte als Sorrmattbach, sowohl im Gewässerverzeichnis, als auch auf der zugrundeliegenden topografischen Karte. Auch im „Maßnahmenbericht Hochrhein“ von 2014 und anderen Veröffentlichungen des Regierungspräsidiums Freiburg findet sich diese Schreibweise ebenso, wie auf dem Messtischblatt von 1928 in der Deutschen Fotothek.
Im Geoportal Baden-Württemberg ist der Bach auf der Karte als Soormattbach beschriftet. Die Stadt Lörrach verwendet diese Schreibweise im Zusammenhang mit dem Hochwasserrückhaltebecken ebenso, wie beim Hauinger Straßennamen Am Soormattbach.
In der Historischen Gemarkungsübersicht Baden wird der Bach Soormatt Bach und am Unterlauf Dorfbach genannt. 
In diesem Artikel wird die Bezeichnung Soormattbach verwendet.

## Geographie

### Verlauf
Der Soormattbach entspringt im Walddistrikt Röttler Wald in einer Exklave der Gemeinde Wittlingen am Hochstand auf etwa 553 m ü. NHN. Etwa 400 Meter nach seiner Quelle überquert er die Grenze zur Gemarkung Hauingen der Stadt Lörrach. Vollständig in Waldgebiet fließt er in südlicher Richtung durch den Röttler Wald und den sich anschließenden Walddistrikt Jungholz bis er kurz vor dem Hauinger Schützenhaus zwei Weiher speist und danach den Schießstand der Schützengesellschaft Hauingen durchquert. Unterhalb des Schützenhauses befindet sich das in den Jahren 2021 und 2022 errichtete Hochwasserrückhaltebecken Soormattbach, bevor der Bach die Wohnbebauung von Hauingen erreicht, wo er ab der Nikolauskirche für knapp 300 Meter verdolt unter der Brückenstraße verläuft, ehe er am Bachweg wieder zu Tage tritt. Nach Unterquerung der Mattenstraße, des Wiesenrings, der B 317 und des zur Bundesstraße hier parallel verlaufenden Wiesental Radwegs mündet er auf etwa 305 m ü. NHN von rechts und Norden in die Wiese.
Der etwa 5 km lange Lauf des Soormattbachs endet ungefähr 250 Höhenmeter unterhalb seiner Quelle, er hat somit ein mittleres Sohlgefälle von etwa 48 ‰.

### Einzugsgebiet

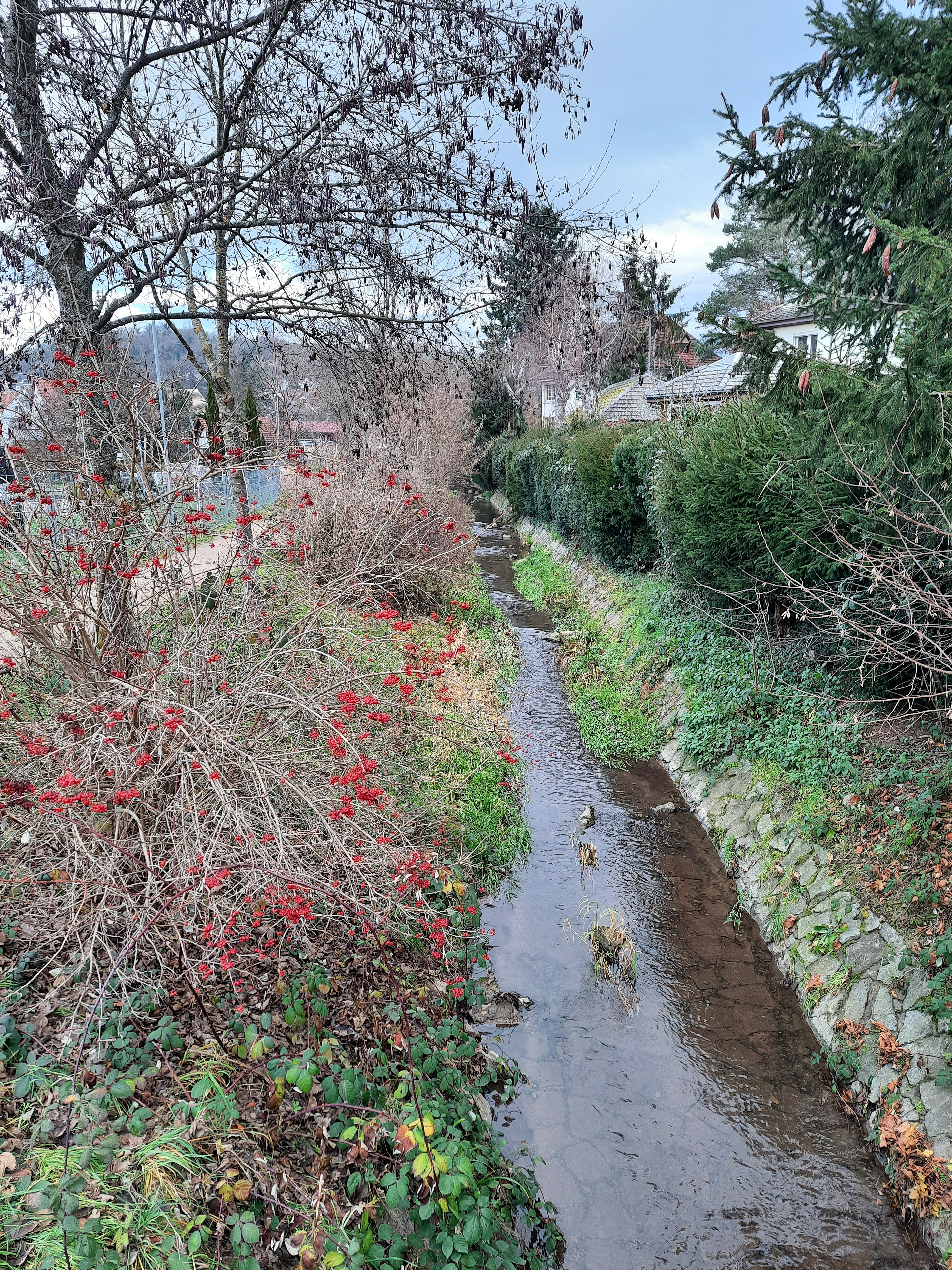
Unterlauf des Soormattbaches in Hauingen zwischen Brücken- und Mattenstraße.

Das naturräumlich zum Südschwarzwald gehörende Einzugsgebiet ist knapp 4,7 km² groß und liegt zu über 85 % im Gemeindegebiet der Stadt Lörrach, die restlichen Anteile im Norden des Einzugsgebiets gehören zur Gemeinde Wittlingen (ca. 9 %) und im Westen im Bereich des Schweingrabens zur Gemarkung Wollbach der Gemeinde Kandern (ca. 4 %). Der höchste Punkt des Einzugsgebiets liegt ganz im Norden auf rund 575 m ü. NHN.
Die Einzugsgebiete der folgenden Nachbargewässer grenzen an:
- Im Norden und Osten grenzt das Einzugsgebiet des Heilisaubachs, der über den Steinenbach in die Wiese entwässert;
- im Südosten konkurriert kurz der Steinenbach selbst;
- im Westen konkurriert der Schwarzgraben, der direkt unterhalb des Soormattbachs in die Wiese mündet;
- der Abfluss jenseits der nordwestlichen Wasserscheide gelangt über den Wollbach und seiner beiden Nebenläufe Eulenlochbächle und NN-ES1 * in die Kander, die unterhalb der Wiese zwischen Märkt und Efringen-Kirchen in den Rhein mündet.

### Zuflüsse
Neben drei namenlosen Hangwaldzuflüssen ist in der amtlichen Gewässerkarte lediglich der Schweingraben, auch Schwygraben, als Zufluss verzeichnet, der von rechts und Westen auf etwa 399 m ü. NHN mündet und im Gewann Meyerhölzer auf etwa 560 m ü. NHN entspringt. Er ist rund 750 Meter lang und trägt die Gewässerkennzahl 232922.

### Flusssystem Wiese
- Fließgewässer im Flusssystem Wiese

## Hochwasserrückhaltebecken
In den Jahren 2021 bis 2022 wurde südlich des Schützenhauses und nördlich des Hauinger Friedhofs ein Hochwasserrückhaltebecken angelegt, welches mit einem Damm von etwa 135 Meter Länge und 4 Meter Höhe ein Rückhaltevolumen von etwa 11.100 Kubikmetern hat. Im gefüllten Zustand bedeckt der See eine Fläche von rund 7.000 m². Es ist darauf ausgelegt, die Starkniederschläge eines Jahrhunderthochwassers zwischenzuspeichern.